# Gürdal Duyar
Gürdal Duyar (Isztambul, 1935. augusztus 20. –  Isztambul, 2004. április 18.) török szobrászművész.

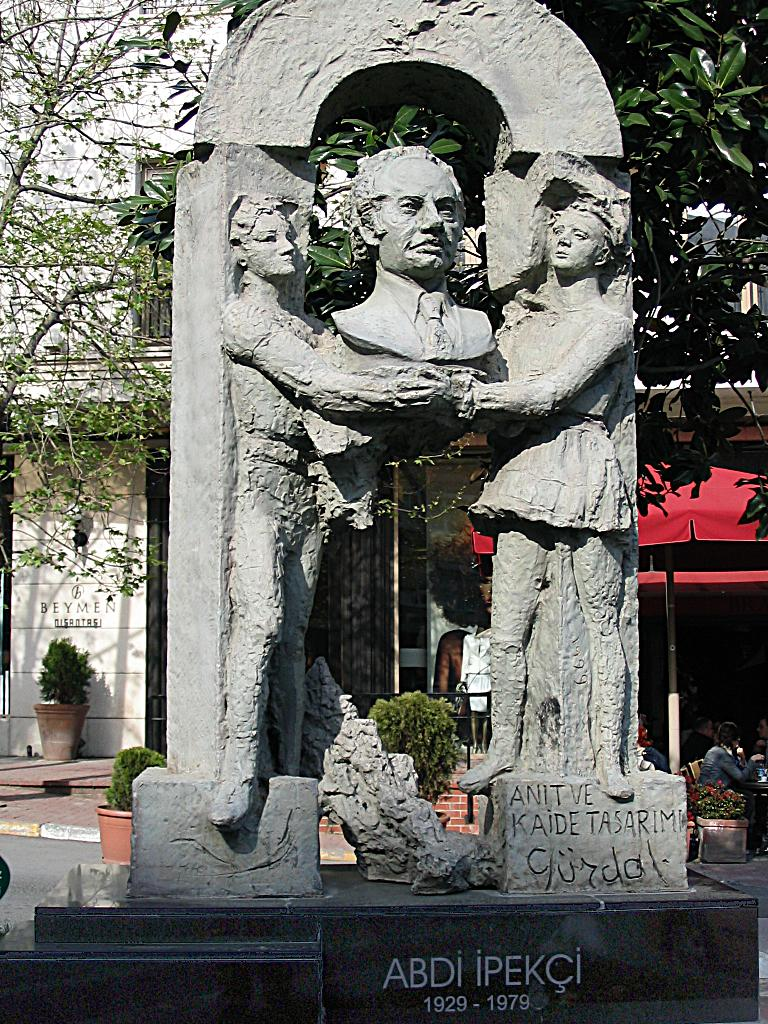
Abdi İpekçi emlékmű - Isztambul

## Életrajz
1935-ben született Isztambulban. Az isztambuli Haydarpaşa Líceum befejezése után az Isztambul Állami Képzőművészeti Akadémián (İDGSA), a szobrászati szakon kezdte tanulmányait. Az Akadémián egy német szobrász Rudolf Belling, majd Ali Hadi Bara keze alatt dolgozott a műhelyben, 1959-ben végzett, majd szabadúszó művészként folytatta szobrászati tevékenységét.
Egy ideig, az érettségit követően Franciaország, Belgium, Svájc területén a szobrászat, az építészet témaköreit tanulmányozta, és Leon Perrain szobrász mellett kidolgozott egy kőfaragó eljárást.
1962-ben a düzcei önkormányzat felkérésére egy 1,50 méter magas Atatürk mellszobrot készített.
1973-ban a Török Köztársaság 50 éves fennállásakor, egyike volt annak a 20 kiválasztott szobrásznak, akik az „egy szobor, egy szobrász” programban részt vehettek. Karaköy téren állították ki a „Gyönyörű Isztambul” nevű alkotását, bár egyes politikusok ízlésének nem felelt meg, de a szobor végleg a Yildiz Parkba került.
Ma az M. T. A. Intézet (Maden Tetkik ve Arama, Ankara) kertjében áll az Atatürk és bányászat c. monumentális szoborkompozíció.
Duyar M. K. Atatürk témájú alkotásai Burhaniye, İskenderun és Uşak városokban találhatóak, Isztambulban Abdi İpekçi szobra a róla elnevezett utcában, Necati Cumalı szobra a Beşiktaş városrészben a Vişnezade parkban, a híres mesemondó, Sait Faik Abasiyanik Burgazada szigetén az egykori háza előtt, mellszobrai egy parkban híres művészekről, például Kemal Sunal, Barış Manço, Sadri Alışık, Bedia Muvahhit.
2004. április 18-án halt meg tüdőrákban, a Zincirlikuyu temetőben helyezték örök nyugalomra.

## Fordítás
- Ez a szócikk részben vagy egészben  a   Gürdal Duyar című török Wikipédia-szócikk fordításán alapul.  Az eredeti cikk szerkesztőit annak laptörténete sorolja fel. Ez a jelzés csupán a megfogalmazás eredetét és a szerzői jogokat jelzi, nem szolgál a cikkben szereplő információk forrásmegjelöléseként.